# Bradly Tomberlin
Bradly Thomas Tomberlin (Dallas, 5 maggio 1976) è un supermodello e fotografo statunitense, iniziò la sua carriera nel 1993 a 17 anni mentre studiava fotografia alla Texas Christian University. A scuola, Tomberlin faceva parte della squadra di football americano dove giocava nel ruolo di running back. Nel 1997 ha posato per Men's Fitness, Maxim e Abercrombie & Fitch, dove fu immortalato da Bruce Weber. Ha proseguito la sua carriera posando per ben otto volte sulla copertina statunitense di Men's Health tra il 1997 e il 2004 e per marchi come Dirk Bikkembergs, Gillette, J. C. Penney, Diesel, Gianni Versace, Macy's, Tommy Hilfiger, Neiman Marcus, Geox, Ralph Lauren, Missoni e molti altri. Finita la carriera da modello ha iniziato a lavorare come fotografo a Mansfield, Texas dove vive con sua moglie Julie.

## Agenzie
- Wilhelmina Models – Miami
- Ford Models – New York
- IMG Models – New York